# Franziskuskirche (Zweisimmen)

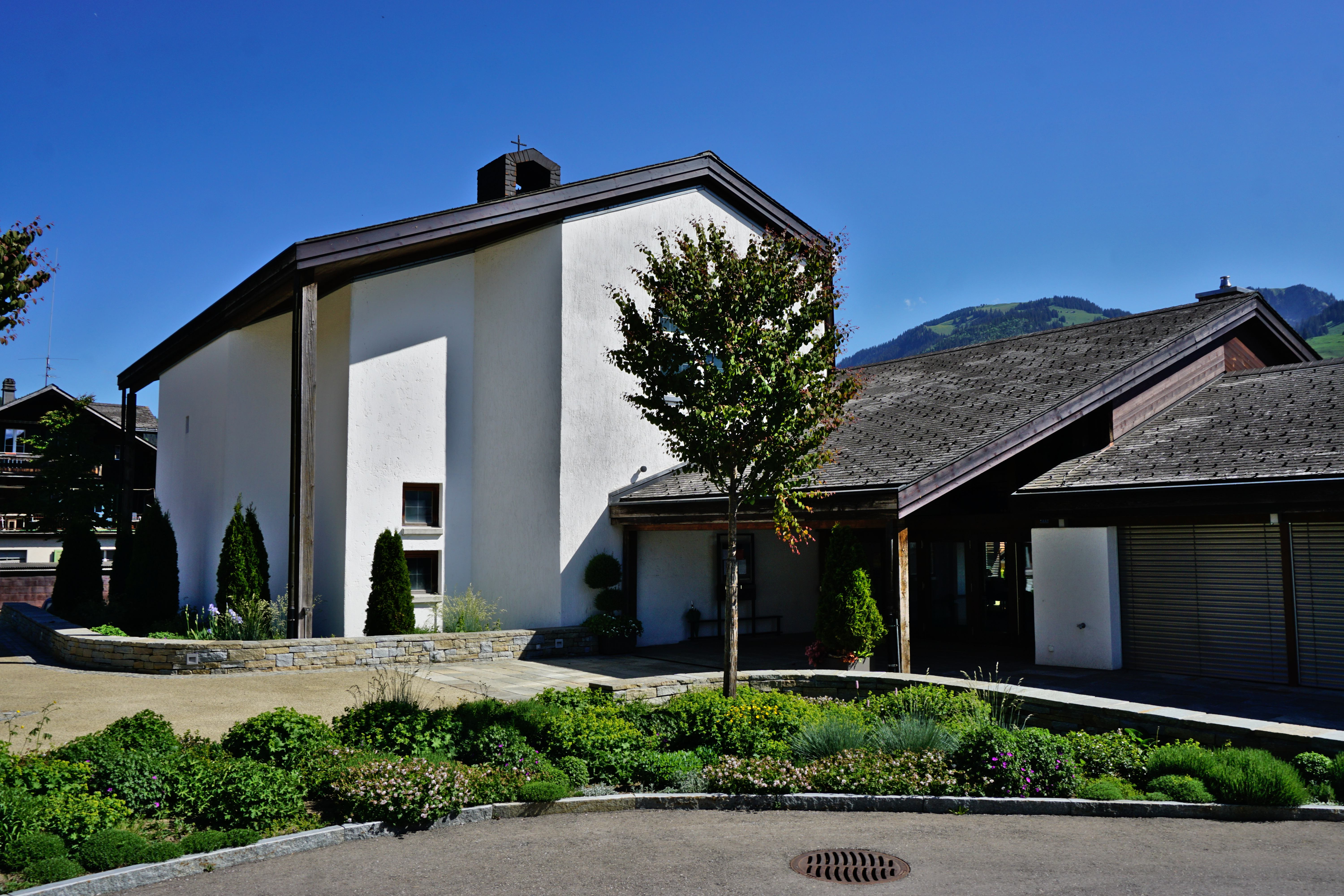
Franziskuskirche Zweisimmen

Die römisch-katholische Franziskuskirche in Zweisimmen ist eine Filialkirche der Pfarrei St. Josef (Gstaad). Sie wurde 1978 von Hanns Anton Brütsch erbaut.

## Geschichte
Die Gottesdienste fanden in Zweisimmen bis zum Bau der neuen Kirche in einem 1930 erworbenen ehemaligen Möbellager statt. Auf Betreiben des Verkehrsvereins und des Thuner Pfarrers Alphonse Feune war dieses zu einem gefälligen und praktischen Gotteshaus umgebaut worden. Die neue Franziskuskirche wurde an der Lenkstrasse 11 gebaut und am 4. Juni 1978 durch den Domherrn Johann Stalder (1917–1988) von Bern eingeweiht.

## Baubeschreibung
Der Architekt Hanns Anton Brütsch erstellte 1977–1978 einen weiss verputzten Bau mit achteckigem Grundriss. An den Eingangsbereich schliessen sich der Unterrichtsraum mit Küche und die Sigristenwohnung an. Ein grosser Vorplatz bietet Raum für Begegnungen.

### Innenraum und künstlerische Ausstattung
Zum Zeitpunkt der Bauplanung waren die Neuerungen des Zweiten Vatikanischen Konzils bereits allgemein akzeptiert und deshalb konnte Brütsch einen offenen Gemeinschaftsraum nach den neuen Regeln der Liturgie schaffen. 
Das sichtbare braun eingefärbte Gebälk des Dachstuhls ist neben den farbigen Wänden ein deutliches Gestaltungselement.
Schon von Beginn an beteiligte der Architekt den Kirchenmaler Ferdinand Gehr an der Planung. Die in Pastellfarben gestrichenen Wände enthalten Fresken zur Leidensgeschichte und der Auferstehung Christi. In einfacher Formsprache unterstützt die Malerei die Architektur und regt zur Besinnung an.  Die an der Rückwand angebrachten Kreuzwegstationen von einem unbekannten Künstler stammen aus der Pfarrkirche St. Josef in Gstaad.

### Orgel

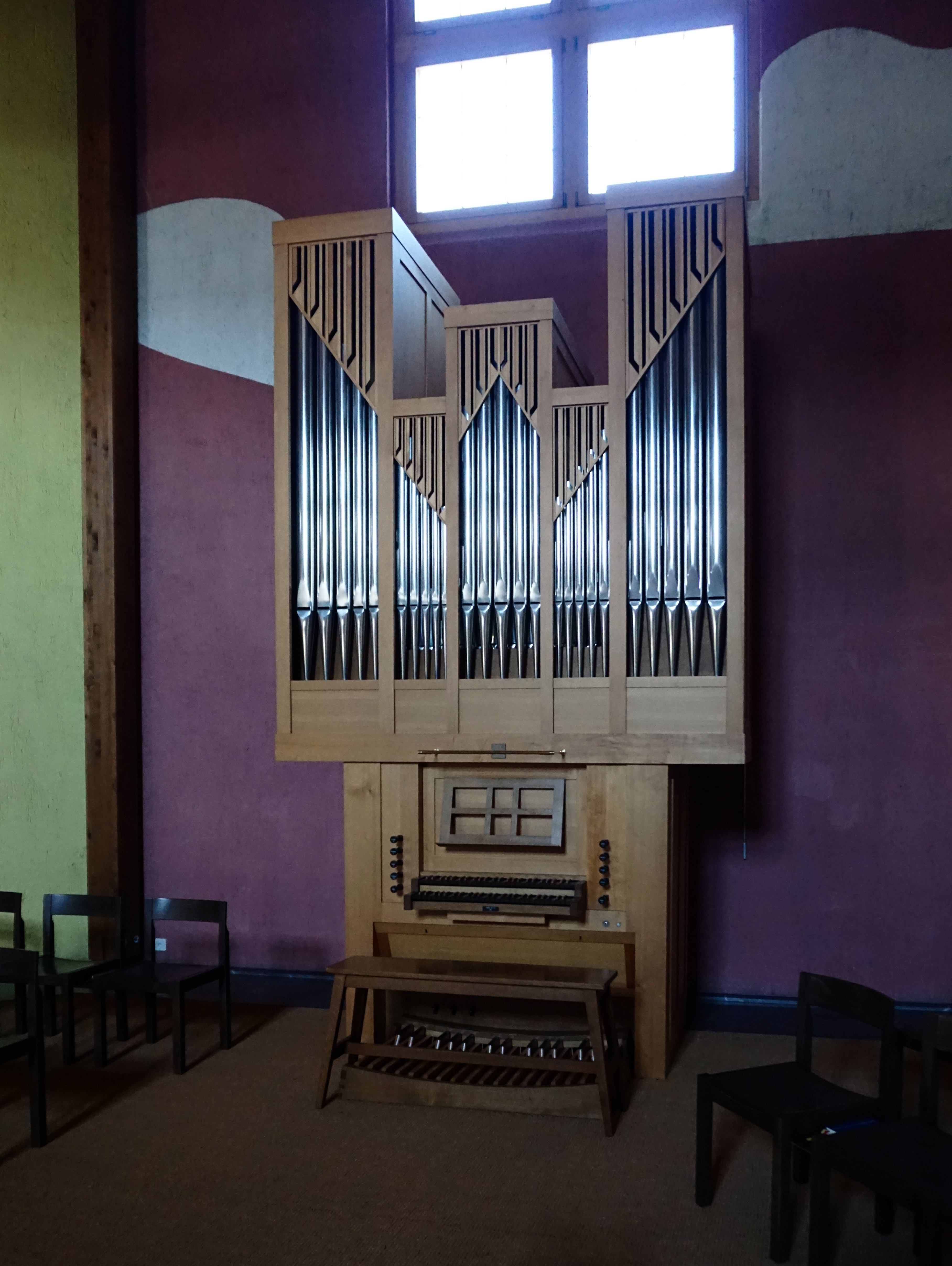
Orgel der Franziskuskirche

1989 erhielt die Kirche eine Orgel von Orgelbau Genf AG mit neun Registern und zwei Auszügen auf zwei Manualen und Pedal. Sie hat Schleifladen mit mechanischer Spiel- und Registertraktur.
| I Hauptwerk C–f3    |        |
| Principal           | 8′     |
| Rohrgedackt         | 8′     |
| Oktave              | 4′     |
| Quinte (Vorabzug)   | 2 ⁄3′  |
| Sesquialter         | 2 ⁄3+′ |
| Vorabzug aus Mixtur | 2′     |
| Mixtur              | 2′     |

| II Positiv C–f3 |    |
| Gedackt         | 8′ |
| Rohrflöte       | 4′ |
| Prinzipal       | 2′ |

| Pedal C–f1 |     |
| Subbass    | 16′ |

- Koppeln: II/I, I/P, II/P

### Geläute
Eine einzige Glocke, in der Stimmung cis‘‘, von Rüetschi AG, Aarau hängt in dem kleinen Dachreiter. 